# News Corp
Den nuværende inkarnation af News Corporation, som i dag blot skildres som News Corp, er et amerikansk massemedieselskaber, der bl.a. opererer forskellige nyhedsmedier, forlag og kabel-tv. Det blev dannet i 2013 som en spin-off fra den oprindelige News Corporation (som var grundlagt af Rupert Murdoch i 1980). Virksomheden er stiftet i henhold til Delaware General Corporation Law og har hovedkontor i New York City .
Det er et af to firmaer, der efterfulgte den oprindelige News Corporation – det andet selskab var 21st Century Fox. Det var struktureret således, at 21st Century Fox ville være den juridiske efterfølger til det oprindelige News Corporation, mens det nye News Corp ville blive et nyt selskab som blev dannet via et aktiesplit. Efter at The Walt Disney Company i 2019 opkøbte 21st Century Fox, blev Fox Corporation udskilt. Fox Corporation fungerer som et søsterselskab til News Corps, og kontrolleres ligeledes af Murdoch-familien.
News Corp's aktiver inkluderer bl.a. Dow Jones & Company (udgiver af The Wall Street Journal), News UK (udgiver af The Sun og The Times), News Corp Australia, REA Group (operatør af realestate.com.au), Realtor.com og bogudgiver HarperCollins.